# Deuchel (Metallurgie)
Deuchel oder Deucheleisen (auch Deichel, Deyel oder Deihel genannt) entsteht bei der Erhitzung der Luppe im Wellfeuer. Das Deucheleisen wird erstmals 1387 erwähnt. Auf diesem Eisenprodukt beruhte die Schwarzblechindustrie der Oberpfalz.
Durch das erneute Erhitzen der Luppe schmilzt die äußere Schicht, die "Wallrinde", ab, und es bildet sich flüssiges Deucheleisen, das sich im Boden des Wellherdes sammelt. Im Wellherd bildete sich zu 20 % Deichel und zu 80 % Schien- oder Stabeisen. Der „zwiegeschmolzene“ Deuchel war besonders rein und weich und eignete sich zur Herstellung feinerer Eisensorten, wie Draht und Dünnblech. Der im Wellherd anfallende Deuchel wurde „rauher Deuchel“ genannt und zu stabförmigen Eisen, dem „Knitteldeichel“, ausgeschmiedet. Dieses Produkt ging zumeist an Blechhämmer. Der Knitteldeichel wurde auch mit „Daichelzeichen“ besonders gekennzeichnet.
Die Blechhämmer unterzogen den Knitteldeuchel einem besonderen Frischeverfahren. Der Deuchel wurde mit „Synter“ (vermutlich aber Hammerschlag) und später mit altem Eisen nochmals eingeschmolzen und zu Schwarzblechen verarbeitet.
Das Deucheleisen wurde auch als Ausgangsprodukt für die Produktion von korrosionsbeständigem verzinntem Blech von der Amberger Zinnblechhandelsgesellschaft verwendet. Mit dem Verzinnen wurde im Nordgau um 1300 begonnen, das Zinnvorkommen im Fichtelgebirge und das Eisenvorkommen der Oberpfalz waren dazu die Voraussetzungen.
Der Deuchel war ein begehrtes Handelsgut: 1411 wird er zu Regensburg bei der Abrechnung des Ungeldes an erster Stelle angeführt. Conrad Reich, Regensburgischer Schiffmeister, sagt: „Was guett Eisen ist, nennen sie (die Handelsherren) Teuhel Eisen, so zu Schienen geschmidt und ... müssen zu Regensburg  dem Spatz das Pfund zu 106 bis 114 fl bezallen“. Zu Nürnberg bildeten die Eisenhändler des „zwigeschmolzenen zeug“ einen eigenen Zweig, der mit Deuchelschienen und -stäben aus rauem  Deichel handelte. Sie bezogen dieses Gut ausschließlich aus der Oberpfalz.